# تیم ملی فوتبال زیر ۲۰ سال لهستان
تیم ملی فوتبال زیر ۲۰ سال لهستان (انگلیسی: Poland national under-20 football team) نماینده کشور لهستان در بازی‌های زیر ۲۰ سال است که زیر نظر اتحادیه فوتبال لهستان فعالیت می‌کند.
از افتخارات این تیم می‌توان به کسب مقام سوم در مسابقات فوتبال جوانان جهان ۱۹۸۳ اشاره کرد.